# 朱殿魁
朱殿魁（1817年11月12日—1854年6月19日），名家樂，字占鰲，號受堂，考名殿魁，浙江義烏縣人，道光甲辰舉於鄉，道光二十七年丁未科武進士，欽點御前侍衛，特授福建建寧府守府，陞崇安營游擊。